# Kangaroo Cup 2014
Il Kangaroo Cup 2014 è stato un torneo di tennis facente parte della categoria ITF Women's Circuit nell'ambito dell'ITF Women's Circuit 2014. Il torneo si è giocato a Gifu in Giappone dal 28 aprile al 4 maggio 2014 su campi in cemento e aveva un montepremi di $75,000.

## Partecipanti

### Teste di serie
| Nazionalità | Giocatrice        | Ranking* | Testa di serie |
| ----------- | ----------------- | -------- | -------------- |
| Giappone    | Misaki Doi        | 100      | 1              |
| Ungheria    | Tímea Babos       | 119      | 2              |
| Belgio      | An-Sophie Mestach | 126      | 3              |
| Rep. Ceca   | Kristýna Plíšková | 135      | 4              |
| Giappone    | Eri Hozumi        | 166      | 5              |
| Cina        | Duan Yingying     | 171      | 6              |
| Giappone    | Risa Ozaki        | 181      | 7              |
| Giappone    | Erika Sema        | 184      | 8              |

- Ranking al 21 aprile 2014.

### Altre partecipanti
Giocatrici che hanno ricevuto una wild card:
- Yurika Aoki
- Shūko Aoyama
- Naomi Ōsaka
- Miki Ukai

Giocatrici che sono passate dalle qualificazioni:
- Liu Fangzhou
- Yumi Miyazaki
- Junri Namigata
- Ana Veselinović
- Tammi Patterson (lucky loser)

Giocatrici che hanno ricevuto un entry con un protected ranking:
- Jarmila Gajdošová

## Vincitrici

### Singolare
Tímea Babos ha battuto in finale  Ekaterina Byčkova con il punteggio di 6–1, 6–2

### Doppio
Jarmila Gajdošová /  Arina Rodionova hanno battuto in finale  Misaki Doi /  Hsieh Shu-ying con il punteggio di 6–3, 6–3